# Joseph Michael Forshaw
Joseph Michael Forshaw (* 13. Dezember 1939 in Newcastle, New South Wales, Australien) ist ein australischer Biologe, Ornithologe und Autor. Er zählt zu den weltweit führenden Papageienexperten.

## Leben
Bereits als Kind hielt Forshaw Papageien in einer Voliere. Während der 1950er Jahre absolvierte er ein Pharmaziestudium. Auf einer Versammlung von Amateurornithologen im Jahr 1962 wurde ihm eine Anstellung als Biologe in der Abteilung für Wildtierforschung der Commonwealth Scientific and Industrial Research Organisation (CSIRO) vermittelt. In dieser Position gelang es Forshaw, seine Faszination für Papageien in akademische Forschungsarbeit umzusetzen. 1964 erhielt er ein Stipendium des Frank M. Chapman Memorial Fund zum Studium von Papageienbälgen aus der Sammlung von Gregory Mathews im American Museum of Natural History. Ergebnisse dieser Arbeit verwendete Forshaw in seinem ersten Buch Australian Parrots, das 1969 veröffentlicht wurde. Im selben Jahr lernte er auf einer Ausstellung für Vogelmalerei in Canberra den Maler William Thomas Cooper (1934–2015) kennen, der sich bereit erklärte, Forshaws nächstes Buchprojekt Parrots of the World zu illustrieren. Es wurde mittels eines Stipendiums, das Forshaw im Jahr 1971 vom Winston Churchill Memorial Trust gewährt wurde, finanziert und 1973 veröffentlicht. Forshaw und Cooper arbeiteten bei mehreren Monographien zusammen. Zwischen beiden bestand eine Freundschaft, die bis zu Coopers Tod im Jahr 2015 fortdauerte. 1974 wurde Forshaw leitender Umweltbeauftragter des Australian National Parks and Wildlife Service (heute Environment Australia). Von 1978 bis 1980 war er Vorsitzender der Weltarbeitsgruppe für Papageien beim International Council for Bird Preservation (ICBP, heute BirdLife International). Forshaw ist wissenschaftlicher Mitarbeiter an der Ornithologischen Abteilung des Australian Museum und korrespondierendes Mitglied der American Ornithologists’ Union.
Forshaw verfasste mehr als 16 Bücher und zahlreiche wissenschaftliche Artikel, darunter 1971 die Erstbeschreibung zum Taliabu-Motmotpapagei (Prioniturus platurus sinerubris), eine Unterart des Goldmantel- oder Motmotpapageis.

## Auszeichnungen
1977 erhielt Forshaw die Queen Elizabeth II Silver Jubilee Medal für seine Verdienste in der ornithologischen Forschungsarbeit. 1996 war er einer der ersten Ehrenmitglieder der Birds Australia Parrots Association. 2004 wurde er mit der Carolina Medal des World Parrot Trust ausgezeichnet.

## Werke (Auswahl)
- Australian Parrots. Lansdowne Press, 1969, ISBN 0-87098-032-7
- Parrots of the World, Lansdowne Press, Melbourne 1973 (Illustriert von William T. Cooper)
- The Birds of Paradise and Bowerbirds. 1977.
- Australian Parrots (2. Auflage), 1981 (Illustriert von William T. Cooper)
- Kingfishers and related birds. Lansdowne Press, 1983–1994 (6 Bände, illustriert von William T. Cooper).
- Encyclopedia of Birds (Herausgeber), 1991 (deutsch: Enzyklopädie der Vögel, 1999 im Weltbild Verlag)
- Turacos. A Natural History of the Musophagidae. Nokomis Publications, 1997. (Illustriert von William T. Cooper)
- Cockatoos. A Portfolio of all Species. Nokomis Publications, 2001. (Illustriert von William T. Cooper)
- Australian Parrots (3. Auflage), 2002 (Illustriert von William T. Cooper)
- Australische Papageien, 2 Bände, illustriert von William T. Cooper, übersetzt von Rainer Niemann und Dieter Vogels. Arndt, Bretten 2002, ISBN 3-9808245-1-9 (Band 1), 2003, ISBN 3-9808245-2-7 Band 2).
- Parrots of the World: An Identification Guide, 2006 (Illustriert von Frank Knight)
- Trogons: A Natural History of the Trogonidae, 2009 (Illustriert von Albert Earl Gilbert)
- Parrots of the World: An Identification Guide, Princeton University Press, Princeton (2. Auflage 2010), ISBN 978-0-691-14285-2. (Illustriert von Frank Knight)
- Grassfinches in Australia, 2012 (Co-Autor mit Mark Shepherd und Anthony Pridham)
- Pigeons and Doves in Australia, 2015 (Illustriert von William T. Cooper)
- A natural history of Australian parrots: a tribute to William T. Cooper, 2016 (Illustriert von William T. Cooper)
- Vanished and Vanishing Parrots, 2017 (Illustriert von Frank Knight)
- Quail, Buttonquail and Plains-Wanderer in Australia and New Zealand, 2023 (Illustriert von Frank Knight)